# Probiose
Probiose (auch Karpose oder Parabiose genannt) ist eine ökologische Interaktion von artfremden Organismen (interspezifische Wechselbeziehungen), bei der einer der beiden Partner einen Vorteil aus dem Zusammenleben zieht, ohne dem anderen zu nutzen oder zu schaden. Haben beide Organismen einen direkten Körperkontakt, spricht man von einer Körper-Kontakt-Beziehung (Somatoxenie).

## Formen

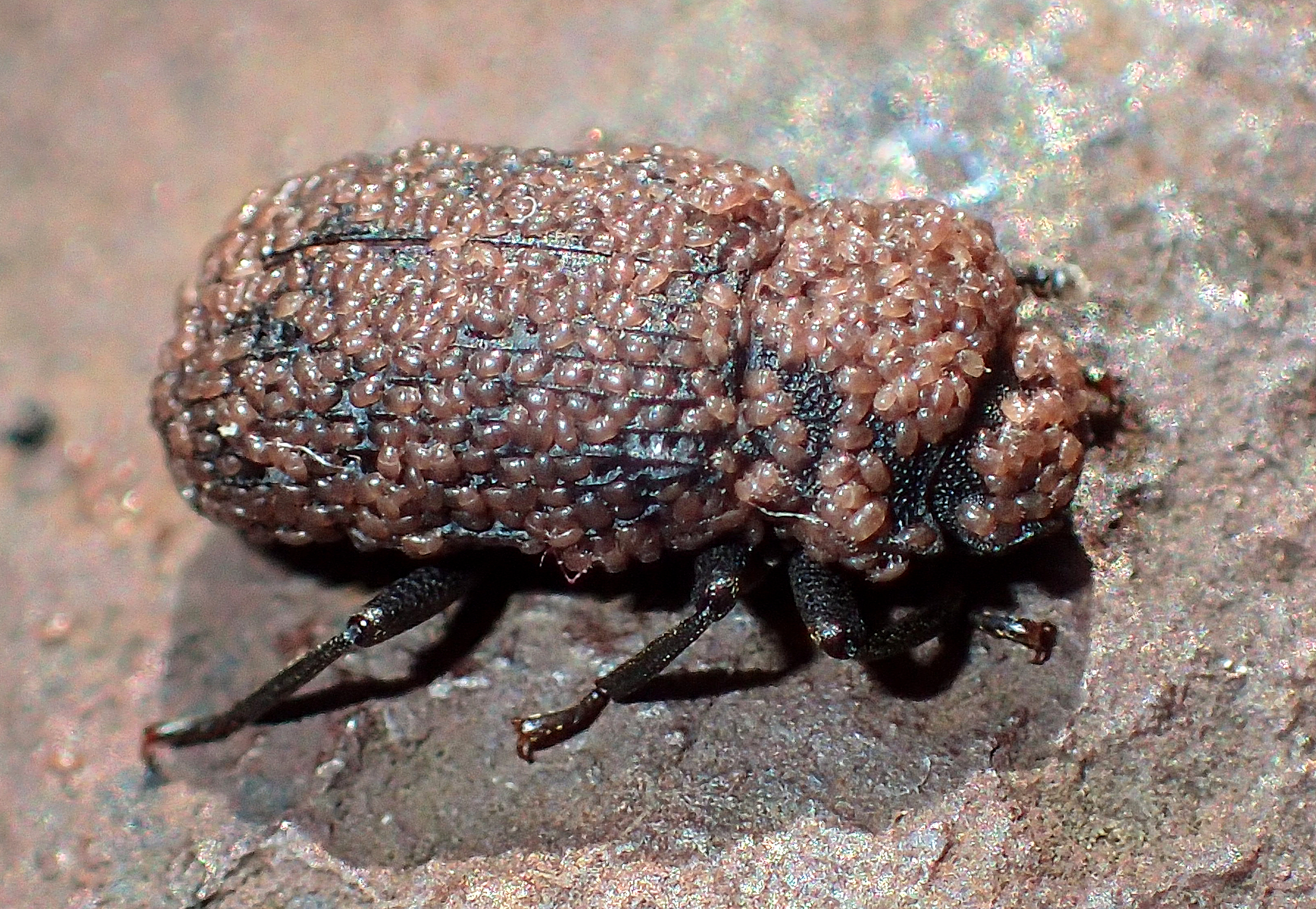
Phoresie: Bolitophagus reticulatus mit Milben, die den Käfer als Transportwirt benutzen, nahezu bedeckt

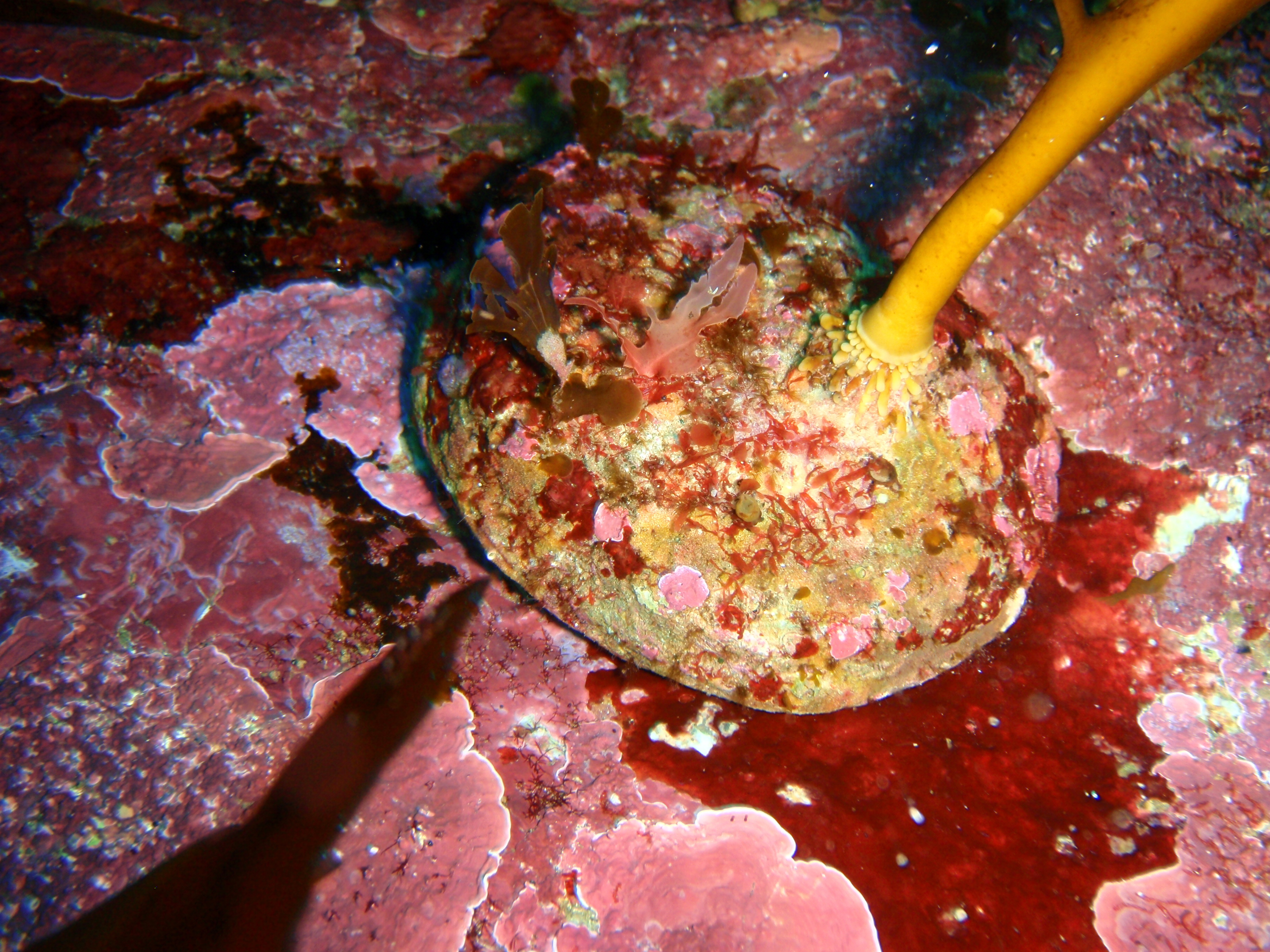
Epökie: Dicht mit sessilen Tieren sowie crustosen corallinen Rotalgen (die auch die Umgebung flächig überziehen) überwachsene Schale eines Seeohrs (Haliotis) in einem Riff vor der Küste Tasmaniens

- Kommensalismus (von lat. mensa „Tisch“): Ein Partner (Kommensale, Mitesser) beteiligt sich an dem Nahrungsrückstand eines anderen Organismus. Ein Beispiel sind Aasfresser der Steppen und Wüsten, die größeren Jägern folgen. Gelegentlich können Kommensalen durch Massenauftreten oder Nahrungsknappheit zu indirekten Konkurrenten werden und Interferenzen erzeugen (vgl. Populationsdynamik).

- Phoresie (von gr. φορείν phorein „tragen“): Vorübergehende Transportgesellschaft. Ein Tier (Phoret, Gast) nutzt ein anderes Tier (Phorent, Wirt) zum Zweck der Ortsveränderung, ohne es zu schädigen. Manche Pflanzen zum Beispiel nutzen Vögel oder das Fell anderer Tiere (z. B. Kletten) zur Verbreitung ihrer Samen, Schiffshalter heften sich an schnellere Fische (vgl. Taxis). Bei zeitweise phoretisch lebenden Milben gibt es das Entwicklungsstadium heteromorphe Deutonymphe (auch Wandernymphe oder Hypope genannt), ein mit Haftorganen ausgestattetes sowie an Wasser- und Nahrungsmangel angepasstes Dauer- (wenige Tage bis Monate) und Wanderstadium. Infolge bestimmter Umweltreize, oft Nahrungs- oder Wassermangel, erfolgt die Metamorphose zum Wandernymphenstadium, das aktiv nach einem Phorenten sucht. Bei einigen Arten kann die Wandernymphe auch zwischen verschiedenen Phorenten wechseln. Durch Reize, zum Beispiel Gerüche, die den Tieren erneute Verfügbarkeit von Wasser signalisieren, entwickelt sich die Wandernymphe schließlich zum meist nicht mehr phoretischen Adultstadium weiter. Beispiele für Phoresie sind auch aus der Fossilüberlieferung bekannt. So sind im baltischen Bernstein Inklusen überliefert, die solche Transportgesellschaften belegen, z. B. Moosskorpione an Brackwespe oder Schnepfenfliege, Schildkrötenmilben an Buntkäfer, Milbenlarve auf einer Spinne. Eine Spezialform der Phoresie ist die Hyperphoresie. Dabei wird der Phoret durch eine noch kleinere phoretisch lebende Art selber ein Phorent.[1]

- Symphorismus oder Epökie („Aufsiedelung“): Ständiger Aufenthalt eines Epiphyten oder einer Epizoe auf der Oberfläche eines anderen Lebewesens, ohne dass der Träger geschädigt wird. Flechten, Moose und Farne siedeln auf der Borke von Bäumen, Algen siedeln z. B. auf den Panzern von Schildkröten; Seepocken siedeln auf Walen; in Korallenriffen siedeln Algen und festsitzende (sessile) Tiere sowohl auf nicht-festsitzenden (vagilen) als auch auf anderen sessilen Tieren. Für Epökie insbesondere in riffartigen Lebensräumen gibt es auch sehr viele Beispiele in der Fossilüberlieferung.

- Synökie („Wohngemeinschaft“): Nutzung der Wohnstätte eines anderen Lebewesens, wenn zum Beispiel kleinere Tiere dadurch Schutz finden. Der Gastgeber duldet die Einmietung durch Gäste, solange die Gäste seine Nahrungsreserven nicht wesentlich beeinflussen. Zum Beispiel dulden Ameisen Arten der Springschwänze, Larven der Schwebfliegengattung Microdon oder die der Blattkäfergattung Clytra, Langfühlerschrecken der Gattung Myrmecophilus, Ameisenfischchen (Atelura spec.) und die Kurzflügelkäfer der Gattung Dinarda. Sie werden als Ameisengäste bezeichnet.

- Parökie („Beisiedelung“): Leben in Nachbarschaft, wobei einer der beiden Partner Schutz oder Nahrung erhält. Oft folgen Vögel größeren Tieren, die beim Weiden Insekten aufscheuchen, die den Vögeln als Nahrung dienen. In der Peripherie einer Ameisenkolonie leben häufig Larven des Rosenkäfers.

- Entökie („Einmietung“): Wohnen im Körper eines anderen Lebewesens als Schutzeinmietung, ohne zu parasitieren. Zum Beispiel das Bewohnen der Tentakelkrone großer Seeanemonen durch manche Fische und Garnelen.

- Metabiose ist ein stark einseitiges Abhängigkeitsverhältnis einer Art von der Tätigkeit einer anderen. So sind Hohltauben und Grünspechte wegen ihrer weichen Schnäbel auf den Höhlenbau durch andere Arten wie z. B. den Buntspecht angewiesen. Im Unterschied zur Synökie der Fledermäuse besiedeln Hohltauben und Grünspechte ausschließlich geeignete Baumhöhlen (Einflugloch und Abmessungen im Inneren), während Fledermäuse auch stehendes Totholz als Sommerquartier nutzen.